# John Harington
Sir John Harington (còn được đánh vần là Harrington, 4 tháng 8, 1560 – 20 tháng 11, 1612), xứ Kelston, nhưng được rửa tội ở Luân Đôn, là triều thần, nhà văn và dịch giả người Anh nổi tiếng là nhà phát minh ra bồn cầu xả nước. Ông là một thành viên nổi bật trong triều đình của Nữ vương Elizabeth I, đến mức được mệnh danh là "Godson lanh lợi". Nhưng vì thơ ca và các tác phẩm khác của mình mà ông đã để mất sự sủng ái của Nữ vương.
Tác phẩm nổi tiếng được lưu truyền đến nay có nhan đề A New Discourse of a Stale Subject, called the Metamorphosis of Ajax (1596) là một câu chuyện ngụ ngôn chính trị và là đòn công kích ngầm vào nền quân chủ. Những lời mô tả trong cuốn New Discourse chính là tiền thân của bồn cầu xả nước hiện nay từng được lắp đặt tại nhà ông ở vùng Kelston.

## Thuở hàn vi
Harington chào đời ở vùng Kelston, Somerset, nước Anh, con trai của nhà thơ John Harington xứ Kelston, và người vợ thứ hai Isabella Markham, thị nữ trong Viện cơ mật của Nữ vương Elizabeth I. Ông có vinh dự được nhận làm con đỡ đầu của Nữ vương không con cái, một trong số 102 người con nuôi.
Mối quan hệ xác thực giữa John Harington xứ Kelston và dòng dõi đương thời của John Harington, Nam tước Harington thứ nhất xứ Exton chưa được chứng minh. Rõ ràng là John xứ Kelston không biết gì về gia phả mờ mịt của ông nội mình mang tên Alexander xứ Stepney. Tuy vậy, người ta thường giả định rằng ông cũng là hậu duệ từ vị Lãnh chúa đầu tiên là Harington xứ Aldingham, một nam tước sống dưới thời Edward II.
Ông được nhận sự giáo dục chu đáo đúng theo cung cách quý tộc ở trường Eton và King's College, Cambridge.
Harington về sau kết hôn với Mary Rogers, con gái của George Rogers xứ Cannington (con trai của Sir Edward Rogers) và Joan Winter, vào ngày 6 tháng 9 năm 1583. Họ có với nhau chín người con, trong đó có hai đứa mất sớm, đúng theo những lần xem lại thủ bút của tác giả.

## Cận thần dưới thời Elizabeth I
Dù theo học về luật, Harington sớm bị lôi cuốn vào đời sống trong cung đình nước Anh, nơi thái độ phát ngôn tự do và tài năng thơ ca của ông đã thu hút sự chú ý của Elizabeth. Nữ vương đã khuyến khích ông sáng tác, nhưng Harington có xu hướng vượt qua các dấu hiệu trong phần Rabelaisian và thỉnh thoảng là những bài thơ suồng sã.
Nỗ lực trong việc dịch tác phẩm Orlando Furioso của Ariosto đã khiến ông bị đuổi khỏi triều đình trong suốt mấy năm trời. Tức giận bởi phong thái của bản dịch này mà Nữ vương đã nói với Harington rằng ông sẽ phải rời khỏi đây và không trở lại cho đến khi nào dịch cho xong toàn bộ bài thơ. Bà chọn hình phạt này thay vì thực sự trục xuất ông, thế nhưng Nữ vương đã coi công việc này khó khăn đến mức đoán rằng Harington sẽ không tuân theo. Tuy nhiên, Harington, đã chọn làm theo yêu cầu và hoàn thành bản dịch vào năm 1591. Bản dịch của ông đã nhận được lời khen ngợi tuyệt vời, và là một trong những bản dịch vẫn được người nói tiếng Anh đọc cho đến nay.

### Phát minh bồn cầu
Vào khoảng thời gian này, Harington cũng phát minh ra bồn cầu xả nước đầu tiên của nước Anh – gọi là Ajax (tức là "jakes", vốn là một từ lóng để chỉ bồn cầu). Nó được lắp đặt tại dinh thự của ông ở vùng Kelston. Sáng chế của Harington gồm một bệ hình bầu dục không thấm nước sâu 2 feet với chân bệ, nước dội được dẫn từ bề một bể chứa trên gác mái. Năm 1596, Harington đã viết một cuốn sách mang tên A New Discourse upon a Stale Subject: The Metamorphosis of Ajax (Một bài thuyết giảng mới về chủ đề cũ: Sự biến hóa của Ajax về sáng chế của ông) nói về sáng chế của ông. Ông đã xuất bản nó dưới bút danh Misacmos. Cuốn sách đã đưa ra những gợi ý về mặt chính trị cho Bá tước xứ Leicester khiến Nữ vương nổi giận. Quyển sách này là một đòn công kích ngầm vào stercus hay chất thải đã đầu độc toàn xã hội với sự tra tấn và lời lẽ "bôi nhọ" do nhà nước tài trợ chống lại thân nhân của ông là Thomas Markham và Ralph Sheldon. Sau khi xuất bản tác phẩm này, ông liền bị trục xuất khỏi triều đình. Những cảm xúc lẫn lộn của Nữ vương dành cho ông có thể là điều duy nhất đã cứu Harington khỏi bị xét xử tại Tòa án Phòng Sao. Tác phẩm này được đánh giá rất cao trong lần ra mắt vào năm 1596. Tuy nhiên, nhà phát minh đầy sáng tạo đã phải kết thúc sự nghiệp của mình với sáng chế đầu tiên này bởi ông không thể chịu nổi sự nhạo báng đeo đẳng khi các đồng nghiệp cho rằng đây là một thiết bị vớ vẩn và vô lí.
Tiền thân của bồn cầu xả nước hiện đại đã có một van xả để nước ra khỏi bể, và một thiết kế ngập làm trống chậu. Thuật ngữ "John", được sử dụng đặc biệt tại Mỹ mà một số người cho là có liên quan đến nhà phát minh của nó, mặc dù điều này vẫn gây ra tranh cãi.

### Tham gia cuộc chinh phạt tại Ireland
Năm 1599, Nữ vương đã cho điều động một đạo quân, dưới sự chỉ huy của Robert Devereux, Bá tước thứ hai xứ Essex, tới Ireland trong suốt chiến tranh Chín năm (1594–1603), để đàn áp một cuộc khởi nghĩa lớn của các thủ lĩnh xứ Gaelic, dưới sự lãnh đạo của Hugh O'Neill, Bá tước xứ Tyrone. Theo sự tiến cử nhiệt tình của bà rằng Essex nên gia nhập vào trong quân của mình, Harington được giao chỉ huy đội kỵ binh dưới quyền Henry Wriothesley, Bá tước thứ ba xứ Southampton. Di sản của Harington trong chiến dịch này là những lá thư và nhật ký của ông, nhằm cung cấp cho Nữ vương tin tình báo tốt đẹp về tiến triển của chiến dịch và chính trị. Harington đã viết: "Thần đã truyền đạt cho bản thân mình một cách hợp lý về toàn bộ tình hình của đất nước bằng cách quan sát và bàn luận: vì vậy thần đếm được kiến thức mà thần đã thu lượm được ở đây đáng giá hơn phân nửa ba trăm bảng chi phí của chuyến hành trình này." Trong chiến dịch Essex đã trao một hiệp sĩ làm tùy tùng cho Harington. Essex cảm thấy bất mãn với Nữ vương vì đã kết thúc chiến dịch bằng cách ký hòa ước với Tyrone, chẳng khác nào là sự đầu hàng có điều kiện thực sự dành cho đám quân phản loạn Ireland (bà đã ngắt lời Essex: "Nếu Trẫm muốn từ bỏ Ireland, đã chẳng cần thiết mang ngươi tới đây"), và cũng gây ra cơn thịnh nộ của bà đối với số lượng lớn các hiệp sĩ mà ông ta đã cấp cho Harington.
Harington đã có mặt trong các cuộc đàm phán đình chiến, và hộ tống Essex khi ông ta trở lại triều đình để giải thích cho Nữ vương, chính ông đã trải qua cơn thịnh nộ của hoàng gia: "hãy nói với đứa con đỡ đầu dí dỏm của Trẫm là đưa nó về nhà... chẳng lý do nào để lừa gạt nó ở đây!" Tuy vậy, trí thông minh và sự quyến rũ của ông nhanh chóng bảo đảm sự tha thứ của Nữ vương: bất chấp sự thân mật của ông với Essex, ông đã vượt qua sự thất thế của Essex với danh tiếng ít nhiều không bị vấy bẩn. Trong những gì có thể chứng minh được là buổi lễ Giáng Sinh cuối cùng của Nữ vương, ông đã cố gắng làm sáng tỏ tâm trạng ngày càng u sầu của bà bằng cách đọc cho bà nghe một số câu thơ hài hước của ông. Nữ vương cảm ơn ông vì những nỗ lực này nhưng lại buồn bã nói: "Khi ngươi cảm nhận khoảnh khắc hãi hùng ở trước cánh cổng của đời ngươi, những trò khôi hài này sẽ làm vui lòng ngươi ít hơn – Từ xưa đến giờ Trẫm đã nếm trải những vấn đề này rồi."

## Cận thần dưới thời James I
Sau cái chết của Nữ vương, vận mạng của Harington đã dao động trước triều đình của vị vua mới là James I. Ông bèn đứng ra bảo lãnh những khoản nợ của người em họ, Sir Griffin Markham, với tổng số tiền 4000 bảng Anh, khi anh ta dính líu vào những vụ mưu phản Bye và Main. Không thể chịu nổi nợ nần của người em họ mà không cầm cố điền sản của chính mình, và chưa muốn sa lầy trong chốn lao tù, ông đã trốn khỏi nhà giam vào tháng 10 năm 1603. Tuy vậy, James I đã phải thừa nhận lòng trung thành của Harington và phong cho ông danh hiệu Knight of the Bath và ban cho ông số tài sản bị tịch thu khi Markham sống lưu vong.
Ông tuyên bố mình không hài lòng với triều đình của vua James, đặc biệt là đối với việc uống rượu thường xuyên được cả hai giới yêu chuộng, nhưng trên thực tế, ông dường như đã có được mối tiêu khiển thú vị khi quan sát những phản ứng của các triều thần. Ông đã để lại một đoạn mô tả đáng nhớ về nỗ lực thảm khốc của Sir Robert Cecil trong việc dàn dựng một vở ca vũ nhạc kịch tại nhà hát Theobalds nhằm vinh danh chuyến viếng thăm của người em vợ nhà vua, Christian IV xứ Đan Mạch vào năm 1606, tại đây một số diễn viên quá say sỉn đã đứng lên: "Tiệc đãi khách và buổi diễn kịch thì ở trước mặt, và hầu hết diễn giả đi về phía sau, hoặc ngã xuống, rượu vang đã chiếm lĩnh thư phòng phía trên của họ".
Vào lúc cuối đời, Sir John Harington trở thành trợ giảng cho Henry Frederick, Hoàng tử xứ Wales. Ông đã làm chú thích cho vị hoàng tử này một bản sao cuốn De praesulibus Angliae của Francis Godwin. Cháu của Harington là John Chetwind về sau đã cho xuất bản những lời chú giải này vào năm 1653 dưới tiêu đề A Briefe View of the State of the Church (Một góc nhìn ngắn về Nhà nước của Giáo hội). Trong lúc làm gia sư cho Hoàng tử, Harington cũng bắt tay vào dịch tác phẩm Regimen sanitatis Salernitanum, một bộ sưu tập những lời khuyên về sức khỏe thời Trung Cổ, từ tiếng Ý sang tiếng Anh, được xuất bản năm 1607 ở Luân Đôn tại nhà in John Holme and John.
Harington bị ốm vào tháng 5 năm 1612 và chết ngày 20 tháng 11 năm 1612, ở tuổi 52, ngay sau khi Henry Frederick, Hoàng tử xứ Wales, qua đời vào ngày 6 tháng 11; ông được chôn ở vùng Kelston.

## Ảnh hưởng văn hóa
Trong tập phim truyền hình "Reverse Cowgirl" mùa thứ 16 của South Park, Harington xuất hiện như một con ma đứng ra giải thích cách sử dụng bồn cầu mới phát minh của mình một cách phù hợp.